# Weinberg (Groß Fredenwalde)

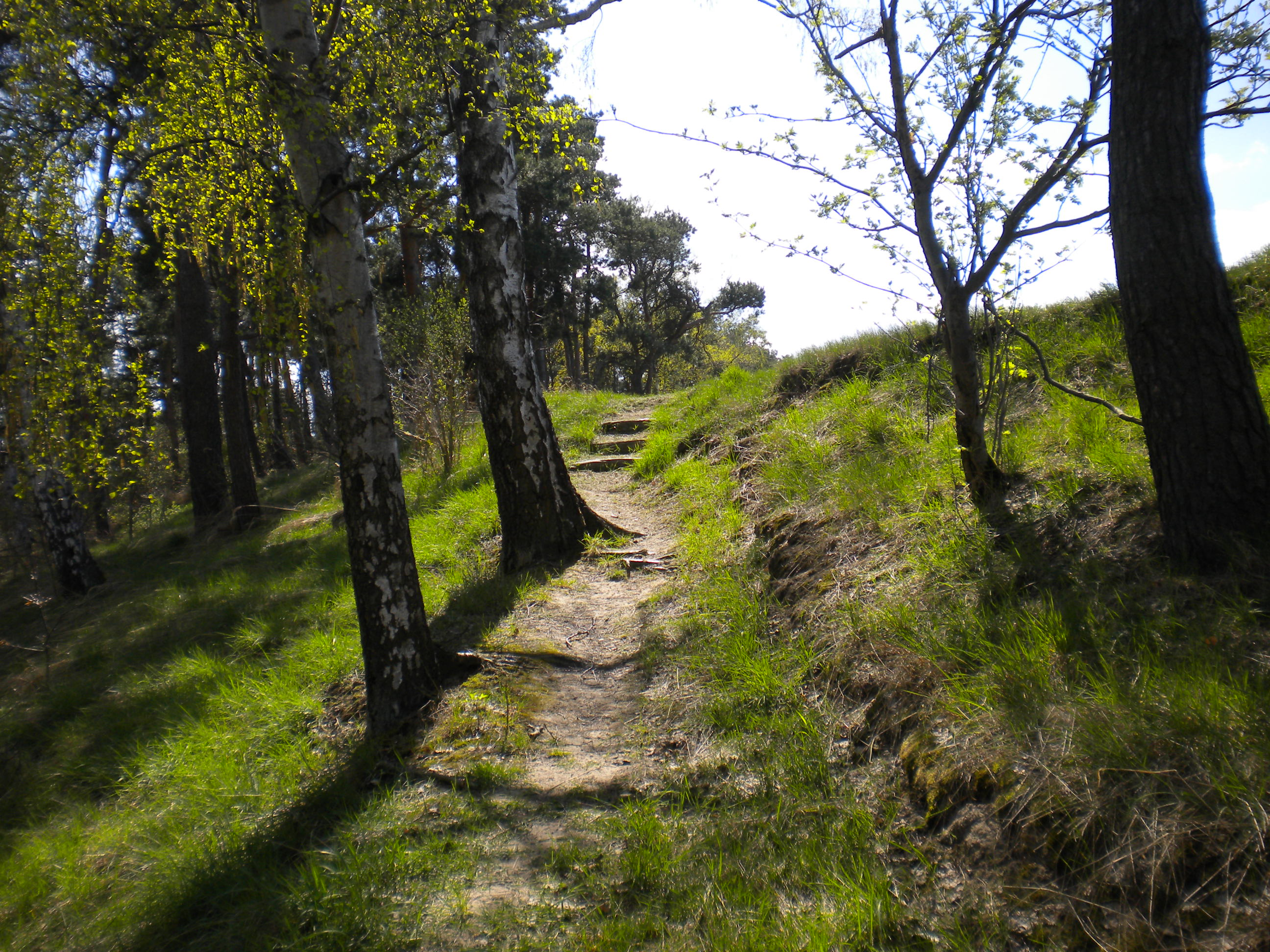
Aufstieg zum Weinberg

Der Weinberg ist eine 111 Meter hohe Erhebung südlich von Groß Fredenwalde, einem Ortsteil im Osten der Gemeinde Gerswalde in Brandenburg.

## Beschreibung
Der länglich geformte und bewaldete Weinberg liegt südlich von Groß Fredenwalde. Er überragt die Umgebung und stellt eine Landmarke dar, die zu den höchsten Erhebungen der Uckermark gehört. Der Weinberg liegt in einem eiszeitlich geformten Endmoränengebiet.

## Name
Der Name des Berges ist auf den einstigen Weinbau zurückzuführen, der an seinen Hängen  bereits im Mittelalter betrieben wurde. Im 18. Jahrhundert endete der Weinanbau, nachdem die letzten Rebstöcke 1739 durch Frost vernichtet wurden.

## Archäologie
1962 wurde beim Bau eines Signalmastens auf der Bergkuppe eine Begräbnisstätte mit Skelettresten von sechs Personen gefunden, die aus der Mittelsteinzeit um 6000 v. Chr. stammt. Seither ist der Weinberg in der archäologischen Fachwelt als wichtiger Fundplatz und als das älteste Gräberfeld Deutschlands bekannt.